# Моторный, Владимир Иванович
Влади́мир Ива́нович Мото́рный (20 февраля 1883 — 10 мая 1931) — участник Русско-японской, Первой мировой и Гражданской войн, генерал-майор.

## Биография
Родился 20 февраля 1883 года в городе Казани в дворянской семье. Отец — генерал-майор.
Окончил 3-й Московский кадетский корпус, затем в 1904 году окончил Михайловское артиллерийское училище, выпущен в чине подпоручика, в 30-ю артиллерийскую бригаду, затем служил в 1-й гренадерской артиллерийской бригаде. Участвовал в русско-японской войне 1904—1905 гг.. С 1906 года в чине поручика, c 1910 года в чине штабс-капитана.
В 1912 году окончил Императорскую Николаевскую военную академию по 1-му разряду, по окончании которой, приказом по Генеральному Штабу № 27 был прикомандирован к 2-му гренадерскому Ростовскому полку на 1 год, для командования ротой. С этого же года в чине капитана. Участвовал в Первой мировой войне. Проходил службу на должностях помощника старшего адъютанта отделения генерал-квартирмейстера штаба 5-й и 12-й армий, затем старшего адъютанта штаба 14-й кавалерийской дивизии, исполняющего дела помощника ст. адъютанта отделения ген-кварт. штаба 6-й армии. С марта 1916 года в должности старшего адъютанта отделения генерал-квартирмейстера штаба 6-й армии. С августа 1916 года в чине подполковника. С июня 1917 года исполняющий дела начальника штаба Уральской льготной казачьей дивизии.
В период Гражданской войны участвовал в борьбе с большевиками в составе Уральской отдельной армии, летом 1918 года — начальник штаба Шиповского фронта и группы войск, в чине полковника. С апреля 1919 года — последний начальник штаба Уральской отдельной армии. В марте 1920 года Моторный В. И. был произведён в чин генерал-майора. Принимал участие в отходе остатков Уральской армии из Гурьева в форт Александровский. В этом тяжелейшем походе Моторный похоронил жену и детей. Затем принял участие в походе из форта Александровского в Персию с отрядом во главе с атаманом генералом B.C. Толстовым, но 18 апреля (1 мая)1920 года во главе отряда из 34 офицеров отделился от основной группы и решил из залива Киндерли от рыбачьих промыслов двигаться на юг, лодками вдоль берега Каспийского моря. Группа вскоре была взята в плен красными под Красноводском.
Некоторое время Моторный В. И. находился в заключении в Бутырской тюрьме (Москва), затем был освобожден и направлен на преподавательскую работу в РККА. С 22 сентября 1920 года возглавлял издательский отдел ГУВУЗ Всероглавштаба, куда ему помог устроиться его старший брат Моторный Виктор Иванович, бывший полковник царской армии, добровольно перешедший на службу в РККА и занимавший в тот период различные ответственные должности в Всероглавштабе РККА. С 8 октября 1920 года ученый секретарь Малого Академического Совета. В 20-е годы преподавал в академии ВВС и Институте народного хозяйства имени Г. В. Плеханова. Арестован по делу «Весна» 17 января 1931 года, он подписал признание в том, что являлся руководителем якобы готовящегося контрреволюционного восстания в г.Москве. По версии следствия и подписанным признательным показаниям, первым делом восставшие должны были якобы захватить здания Реввоенсовета, ОГПУ,военные склады, затем — Кремль, телеграф, радиостанцию, и другие важные государственные объекты, нейтрализовать верные большевикам воинские части. Руководить восстанием должен был генерал В. И. Моторный, а место его начальника штаба занимал бывший подполковник И. А. Антипин. Был осужден 10 мая 1931 года к высшей мере социальной защиты — расстрелу. Приговор приведён в исполнение.
Вместе с ним, по этому делу 29 января 1931 года был арестован и его старший брат, виновным себя признал. Был осужден 10 мая 1931 к высшей мере социальной защиты, однако впоследствии приговор был изменён на 10 лет ИТЛ. Срок отсидел до конца, скончался в ссылке 19 апреля 1949 года. Также была арестована и супруга Владимира Ивановича, Евдокия Кондратьевна, но она была позже освобождена.

## Награды
- Орден Святого Станислава 3 степени (1905)
- Орден Святой Анны 3 степени (1912)
- Орден Святого Станислава 2 степени (1915)